# Obwód Nieszawa Armii Krajowej

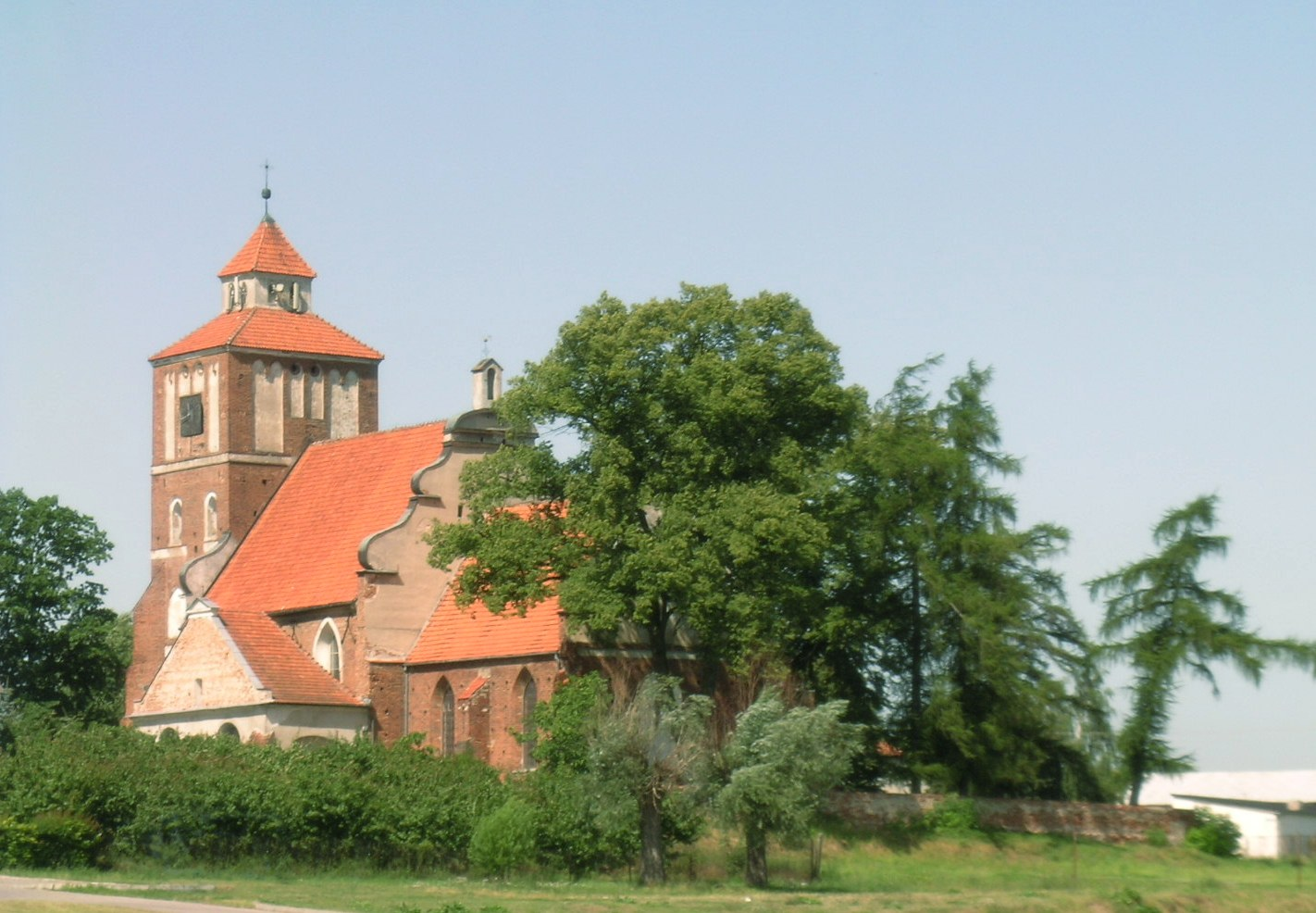
Nieszawa

Obwód Nieszawa – jednostka terytorialna Związku Walki Zbrojnej, a następnie Armii Krajowej. Operowała na terenie powiatu Nieszawa i nosiła kryptonim „Niezapominajka”.
Od marca 1944 do 22 stycznia 1945 komendantem Obwodu Nieszawa był Tadeusz Zalewski ps. „Jur”, „Nałęcz” (później czynny w strukturze partyzantki poakowskiej).